# Les Bordes, Indre
Les Bordes là một xã tại tỉnh Indre khu vực trung bộ Pháp. Xã này có diện tích 16,3 km², dân số thời điểm năm 1999 là 936 người. Khu vực này có độ cao trung bình 176 mét trên mực nước biển.